# Canton du Haut-Nebbio
Le canton du Haut-Nebbio est une ancienne division administrative française, située dans le département de la Haute-Corse et la collectivité territoriale de Corse.

## Étymologie
Le canton a reçu un politonyme composite dont l'originalité est de combiner une partie en français (Haut) et une partie en corse (Nebbio). Il s'agit d'un cas unique en Haute-Corse en 1973, le canton voisin a été entièrement « baptisé » sous le nom corse d'Alto-di-Casaconi.

## Géographie

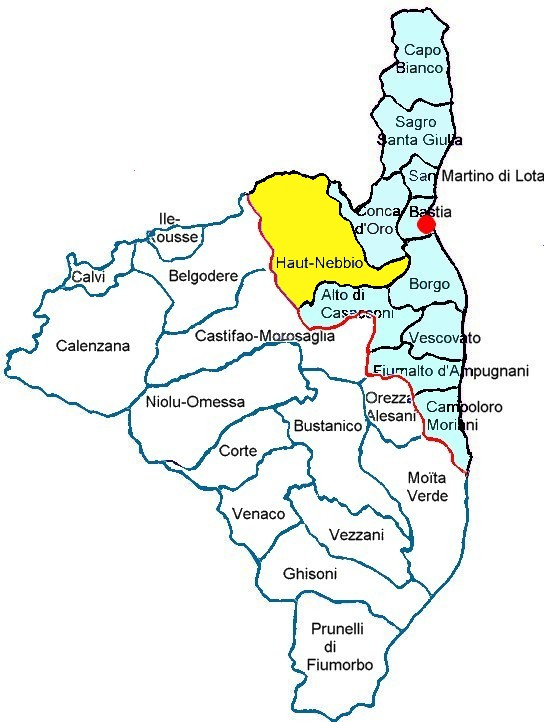
Localisation du canton du Haut-Nebbio avant 2015 (en jaune) dans l'arrondissement de Calvi (en bleu).

Situé à l'ouest de l'arrondissement de Bastia, le canton se composait de la partie haute du Nebbio, mais aussi du désert des Agriates.

## Histoire
- De 1833 à 1848, les cantons de Lama, Murato et Santo Pietro avaient le même conseiller général. Le nombre de conseillers généraux était limité à 30 par département[1].
- Le canton du Haut-Nebbio est créé en 1973 par la fusion des cantons de Murato, de Lama et de Santo-Pietro-di-Tenda.
- Le 1er janvier 2010, le canton, avec celui de la Conca-d'Oro, est retiré de l'arrondissement de Bastia et est rattaché à celui de Calvi[2].
- Il est supprimé par le décret du 26 février 2014, à compter des élections départementales de mars 2015[3]. Ses communes sont réparties entre les cantons de Biguglia-Nebbio, Golo-Morosaglia et L'Île-Rousse.

## Représentation

### Conseillers généraux du Canton de Murato (1833-1973)
| Période | Période | Identité                                    | Étiquette     | Qualité |
| ------- | ------- | ------------------------------------------- | ------------- | --- |
| 1833    | 1848    | Piu Antoniu Battista Casale (1791-1870)     |               | Avocat, poète, professeur d'éloquence Président de Chambre à la Cour royale de Bastia Conseiller municipal de Bastia Président du Conseil Général (1846) |
| 1848    | 1852    | Simon Ricciardi                             |               | Juge de paix de Murato |
| 1852    | 1855    | Antoine de Morati                           |               | Propriétaire, ancien sous-préfet Substitut à Bône puis Procureur impérial à Alger                                                                        |
| 1855    | 1867    | Maxime Morati                               |               | Avocat |
| 1867    | 1883    | Tiburce de Morati-Gentile (1834-1909)       | Orléaniste    | Maire de Murato |
| 1883    | 1889    | César Murati                                | Républicain   | Avocat, ancien Procureur de la République, maire de Murato (1895-1896)                                                                                   |
| 1889    | 1895    | Vincent-Marie Farinole                      | Républicain   | Conseiller à la Cour d'Appel d'Aix-en-Provence Sénateur (1894-1903)                                                                                      |
| 1895    | 1901    | Joseph Léonard Farinole (fils du précédent) | Républicain   | Propriétaire à Bastia |
| 1901    | 1907    | Jacques-Toussaint Casabianca                | Républicain   | Propriétaire à Rapale |
| 1907    | 1913    | Charles Decori                              | RG            | Procureur de la République à Bernay (Eure) |
| 1913    | 1925    | Sampiero Farinole                           | RG            | Avocat attaché au Ministère de la Justice à Paris |
| 1925    | 1940    | Jean-Charles Murati                         | RG puis Rad.  | Maire de Murato |
|         |         |                                             |               | |
| 1945    | 1951    | Henri Cordoliani                            |               | Médecin à Bastia, propriétaire à Rutali |
| 1951    | 1973    | Toussaint Chiarelli                         | Rad. puis MRG | Propriétaire à Rutali |

### Conseillers d'arrondissement du canton de Murato (de 1833 à 1940)
| Période                                  | Période           | Identité                             | Étiquette | Qualité |
| ---------------------------------------- | ----------------- | ------------------------------------ | --------- | --- |
| 1833                                     | 1833              | M. Felicetti                         |           | Maire de Rapale                                                                                             |
| 1833                                     |                   | M. Ricciardi                         |           | Propriétaire                                                                                                |
|                                          |                   |                                      |           | |
| 1845                                     | 1852              | Xavier Galeazzini                    |           | Propriétaire, maire de Murato                                                                               |
| 1852                                     | 1864              | Mathieu Rutali                       |           | |
| 1864                                     | après 1882        | Ange-François Antoine Corazzi        |           | Publiciste, employé des contributions indirectes à Marseille, propriétaire à Murato                         |
|                                          |                   |                                      |           | |
| 1889                                     | 1890 (annulation) | M. Murati                            |           | |
|                                          |                   |                                      |           | |
| 1895                                     | 1898              | M. Luciani                           |           | |
| 1898                                     | 1904              | Antoine Hyacinthe Murati (1854-1909) |           | |
| 1904                                     |                   | M. Olmeta                            |           | |
|                                          |                   |                                      |           | |
| 1919                                     | 1922              | M. Castellani                        |           | |
| 1922                                     | 1940              | M. Maroselli                         |           | |
| 1940                                     |                   |                                      |           | Les conseils d'arrondissement ont été suspendus par la loi du 12 octobre 1940 et n'ont jamais été réactivés |
| Les données manquantes sont à compléter. |                   |                                      |           | |

### Conseillers généraux du Canton de Lama (1833-1973)
| Période                                  | Période           | Identité                                | Étiquette                      | Qualité |
| ---------------------------------------- | ----------------- | --------------------------------------- | ------------------------------ | --- |
| 1833                                     | 1848              | Piu Antoniu Battista Casale (1791-1870) |                                | Avocat, poète, professeur d'éloquence Président de Chambre à la Cour royale de Bastia Conseiller municipal de Bastia Président du Conseil Général (1846) |
| 1848                                     | 1855              | Fabien Bertola                          | Républicain                    | Propriétaire, maire de Lama |
| 1855                                     | 1864              | Mathieu Grimaldi                        |                                | Propriétaire à Pietralba |
| 1864                                     | 1871              | Nicolas Grimaldi                        |                                | |
| 1871                                     | 1877              | Paulin Bertola                          | Républicain                    | Propriétaire à Matra |
| 1877                                     | 1883              | M. Grimaldi                             | Bonapartiste                   | |
| 1883                                     | 1889              | M. Bertola                              | Républicain                    | Propriétaire |
| 1889                                     | 1895 (annulation) | Jean-Victor Grimaldi                    | Républicain                    | Propriétaire à Pietralba |
| 1895                                     | 1896 (annulation) | M. Venturini                            |                                | Avocat à Lama |
| 1896                                     | 1901              | Jean-Victor Grimaldi                    | Républicain                    | Propriétaire à Pietralba |
| 1901                                     | 1901 (annulation) | Philippe Franzini (1856-1941)           | Républicain                    | Professeur au lycée de Bastia élu avec 4 voix d'écart sur son adversaire M. Bertola                                                                      |
| 1901                                     | 1902 (annulation) | Fabien Bertola                          |                                | Propriétaire, maire de Lama |
| 1902                                     | 1913              | Jean-Victor Grimaldi                    | Républicain                    | Propriétaire à Pietralba |
| 1913                                     | 1919              | Ange-Mathieu Bonavita                   | Républicain                    | Propriétaire à Urtaca |
| 1919                                     | 1925              | Jacques François Alfonsi                | RG                             | Ancien Médecin aide-major des Armées |
| 1925                                     | 1931              | Jean-Marie Bonavita                     | Parti républicain démocratique | Médecin, Urtaca |
| 1931                                     | 1938 (décès)      | M. Giuseppi                             | RG                             | Maire de Pietralba |
| 1938                                     | 1940              | M. Bertola                              | Rad.                           | |
|                                          |                   |                                         |                                | |
| 1945                                     | 1951 (décès)      | Antoine-Marie Franzini (1881-1951)      | RG                             | Propriétaire à Lama |
| 1951                                     | 1970 (décès)      | Lucien Baccelli                         | RI                             | Maire de Lama |
| 10 août 1970                             | 1973              | François Casta                          | Rad.                           | |
| Les données manquantes sont à compléter. |                   |                                         |                                | |

### Conseillers d'arrondissement du canton de Lama (de 1833 à 1940)
| Période                                  | Période | Identité                          | Étiquette | Qualité |
| ---------------------------------------- | ------- | --------------------------------- | --------- | --- |
| 1833                                     | 1839    | M. Bertola                        |           | Propriétaire à Lama                                                                                         |
| 1839                                     |         | Horace (Orazio) Bonavita          |           | Juge de paix, propriétaire à Urtaca                                                                         |
|                                          |         |                                   |           | |
| 1852                                     | 1864    | Urbain Massiani                   |           | Propriétaire à Lama                                                                                         |
| 1864                                     | 1870    | Jean-Dominique Massiani           |           | |
| 1870                                     |         | Charles Dominique Mariani         |           | |
|                                          |         |                                   |           | |
| av.1877                                  | ap.1882 | Antoine-Joseph Venturini (?-1896) |           | Médecin, maire d'Urtaca                                                                                     |
|                                          |         |                                   |           | |
| 1904                                     |         | M. Poletti                        |           | |
|                                          |         |                                   |           | |
| 1919                                     | 1922    | M. Péraldi                        |           | |
| 1922                                     | 1928    | M. Giacomoni                      |           | |
| 1928                                     | 1940    | M. Ori                            |           | |
| 1940                                     |         |                                   |           | Les conseils d'arrondissement ont été suspendus par la loi du 12 octobre 1940 et n'ont jamais été réactivés |
| Les données manquantes sont à compléter. |         |                                   |           | |

### Conseillers généraux du canton de Santo-Pietro-di-Tenda (1833-1973)
| Période                                  | Période          | Identité                                | Étiquette     | Qualité |
| ---------------------------------------- | ---------------- | --------------------------------------- | ------------- | --- |
| 1833                                     | 1848             | Piu Antoniu Battista Casale (1791-1870) |               | Avocat, poète, professeur d'éloquence Président de Chambre à la Cour royale de Bastia Conseiller municipal de Bastia Président du Conseil Général (1846) |
| 1848                                     | 1852             | Virginius Costa                         |               | Avocat |
| 1852                                     | 1858             | Jean-Baptiste Biaggini                  |               | |
| 1858                                     | 1870             | Charles Casta                           |               | Propriétaire à Santo-Pietro |
| 1870                                     | 1874             | M. Alessandri                           |               | |
| 1874                                     | 1880             | M. Lucciardi                            | Droite        | Docteur en médecine |
| 1880                                     | 1890 (démission) | Pierre-Ange Casta                       | Républicain   | Maire de Santo-Pietro-di-Tenda |
| 1890                                     | 1898             | Pierre-Paul de Casabianca               | Républicain   | Avocat - Sénateur (1885-1903) Président du Conseil général (1883-1885)                                                                                   |
| 1898                                     | 1919             | Bonaventure Alessandri                  | Républicain   | Vice-président au Tribunal civil d'Oran (Algérie) |
| 1919                                     | 1925             | M. Casta                                |               | |
| 1925                                     | 1940             | M. Mattei                               | RG            | |
| 1945                                     | 1949             | Jean-Laurent Casta                      |               | |
| 1949                                     | 1955             | Henriette Darnaud-Cristofini            | Rad.          | Médecin |
| 1955                                     | 1968 (décès)     | Nobilius Mattei                         | UNR puis FGDS | Maire de Santo-Pietro-di-Tenda |
| 31 mars 1968                             | 1973             | Jean-Charles Bonavita                   | FGDS          | Médecin, maire d'Urtaca |
| Les données manquantes sont à compléter. |                  |                                         |               | |

### Conseillers d'arrondissement du canton de Santo Pietro di Tenda (de 1833 à 1940)
| Période                                  | Période    | Identité                               | Étiquette   | Qualité |
| ---------------------------------------- | ---------- | -------------------------------------- | ----------- | --- |
| 1833                                     |            | Ambroise Biaggini                      |             | Juge de paix, propriétaire à Sorio                                                                          |
|                                          |            |                                        |             | |
| 1852                                     | 1861       | Benoit Massiani                        |             | Propriétaire, maire de Santo-Pietro-di-Tenda                                                                |
| 1861                                     |            | Pierre-Mathieu Mariani (?-1874)        |             | Notaire, maire de Santo-Pietro-di-Tenda                                                                     |
|                                          |            |                                        |             | |
| avant 1877                               | après 1882 | Paul-Marie Agostini                    |             | Suppléant du juge de paix à Santo-Pietro-di-Tenda, propriétaire à San-Gavino-di-Tenda                       |
|                                          |            |                                        |             | |
| 1892                                     | 1895       | Charles Dominique Massiani (1838-1903) |             | Maire de Lama                                                                                               |
| 1895                                     | 1901       | M. Agostini                            |             | |
| 1901                                     | 1907       | Jules Ange Ristorcelli                 |             | Maire de Sorio                                                                                              |
| 1907                                     | 1913       | Mathieu de Pétriconi                   | Républicain | Maire de Santo-Pietro-di-Tenda                                                                              |
| 1913                                     | 1919       | Pierre-Mathieu Cristofari              |             | Ancien suppléant du juge de paix                                                                            |
| 1919                                     | 1937       | M. Padovani                            |             | |
| 1937                                     | 1940       | M. Cristofini                          | landryste   | |
| 1940                                     |            |                                        |             | Les conseils d'arrondissement ont été suspendus par la loi du 12 octobre 1940 et n'ont jamais été réactivés |
| Les données manquantes sont à compléter. |            |                                        |             | |

### Conseillers généraux du canton du Haut-Nebbio (1973-2015)
| Période | Période           | Identité            | Étiquette                                 | Qualité                    |
| ------- | ----------------- | ------------------- | ----------------------------------------- | -------------------------- |
| 1973    | 1976 (annulation) | Toussaint Chiarelli | MRG                                       | Propriétaire à Rutali      |
| 1976    | 1982              | Abbé Paul Pietrotti | DVG                                       | Curé de Sorio (1963-2008)  |
| 1982    | 1988              | Jean Casta          | UDF                                       | Cadre supérieur, Pietralba |
| 1988    | 2015              | Claude Flori        | UDF puis MoDem- Union Libérale de Progrès | Cadre bancaire, Murato     |

## Composition
Le canton du Haut-Nebbio comprenait dix communes et comptait 2 596 habitants, selon la population légale de 2012.
| Communes              | Population (2012) | Code postal | Code Insee |
| --------------------- | ----------------- | ----------- | ---------- |
| Lama                  | 164               | 20218       | 2B136      |
| Murato                | 626               | 20239       | 2B172      |
| Pietralba             | 430               | 20218       | 2B223      |
| Piève                 | 115               | 20246       | 2B230      |
| Rapale                | 148               | 20258       | 2B257      |
| Rutali                | 372               | 20239       | 2B265      |
| Sorio                 | 140               | 20246       | 2B287      |
| San-Gavino-di-Tenda   | 58                | 20246       | 2B301      |
| Santo-Pietro-di-Tenda | 356               | 20246       | 2B314      |
| Urtaca                | 187               | 20218       | 2B332      |

## Démographie
| 1975  | 1982  | 1990  | 1999  | 2006  | 2011  | 2012  |
| ----- | ----- | ----- | ----- | ----- | ----- | ----- |
| 2 192 | 1 995 | 1 925 | 2 170 | 2 452 | 2 587 | 2 596 |